# Atualidades (programa de televisão)
Atualidades foi um programa de televisão produzido e exibido pela TV Morena, afiliada da Rede Globo em Mato Grosso do Sul. Era apresentado por Taynara Andrade.
Voltado para o público feminino, abordava temas como culinária, arte e música. O programa tinha um enfoque diferenciado dos demais programas femininos, direcionado a comunidade, temas da atualidade e a conscientição por meio de reportagens sobre qualidade de vida. Também apresentava entrevistas com artistas estaduais e nacionais.

## Apresentação

### Apresentadora
- Taynara Andrade

### Ex-apresentadoras
- Marisa Machado
- Amani Jaber
- Bárbara Taev